# 22P/Kopff
O Cometa Kopff ou 22P/Kopff é um cometa periódico do nosso Sistema Solar. Descoberto em 1906. O cometa foi perdido em seu retorno em novembro de 1912, mas foi recuperado em sua passagem em junho de 1919. O cometa não foi mais perdido desde o seu retorno em 1919 e sua última passagem pelo seu periélio ocorreu em 25 de maio de 2009. Devido as abordagens com Júpiter em 1938 e 1943 diminuiu a distância do seu periélio e período orbital. A última passagem de 22P/Kopff pelo periélio foi no dia 25 de outubro de 2015.

## Descoberta e nomeação
O cometa foi descoberto no dia 23 de agosto de 1906, pelo astrônomo August Kopff. Esse cometa foi batizado com o nome do seu descobridor.